# Einrichtungsverbund Steinhöring
Der Einrichtungsverbund Steinhöring (EVS) ist ein Einrichtungsverbund, dessen Ziel es ist, Menschen mit Behinderung zu unterstützen und zu fördern. Der Einrichtungsverbund befindet sich in Trägerschaft der Katholischen Jugendfürsorge der Erzdiözese München und Freising e.V.

## Aufgabenbereich
Zum Aufgabenbereich des Einrichtungsverbunds gehören Frühförderstellen, Kindergärten, Schulen, Heilpädagogische Tagesstätten, Förderstätten, Werkstätten, Wohnheime sowie Seniorentagesstätten.
Der Einrichtungsverbund betreibt neben dem Hauptstandort in Steinhöring weitere Standorte in Dorfen, Ebersberg, Eglharting, Erding, Fendsbach, Grafing, Pliening und Wasserburg.

## Geschichte

### Vorgeschichte
Nachdem 1896 die Ursberger Anstalt, eine katholische Ordensgemeinschaft zur Pflege Behinderter (heute Dominikus-Ringeisen-Werk), einen Hof in Fendsbach als Außenstelle erwirbt, kommen 1903 erste arbeitsfähige Behinderte nach Fendsbach und werden in Stall- und Landwirtschaft eingesetzt. 1926 erwarb die Caritas das Brauereigelände Höfter in Steinhöring und erbaute dort ein Altenheim für Priester und Pfarrhaushälterinnen.

### 1934–1971

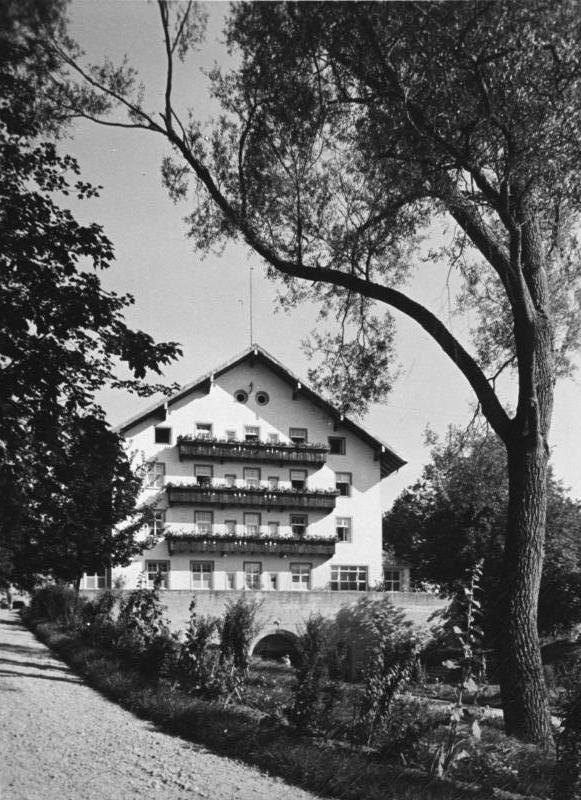
Lebensbornheim im Jahr 1938

In dem leerstehenden Haus war seit 1934 eine SA-Nachrichtenschule untergebracht gewesen. 1936 wurde in Steinhöring das erste Entbindungsheim der NS-Rassenorganisation Lebensborn eröffnet. 1940 gab es dort 50 Mütterbetten und 109 Kinderbetten. Beim Einmarsch der Amerikaner am Ende des Zweiten Weltkriegs (3. Mai 1945) waren dort 300 Kinder, nicht nur aus diesem Lebensborn-Heim, untergebracht. Die Caritas erwarb das ehemalige Lebensbornheim im selben Jahr. 1950 wurde durch die Landshuter Solanus-Schwestern aus dem Gebäude ein Kinderkrankenhaus und eine Schule für Kinderkrankenschwestern, das bis 1971 in Betrieb war.

### Seit 1971
Nach der Stilllegung des Kinderkrankenhauses übernahm die 1910 gegründete Katholische Jugendfürsorge München und Freising e. V. (KJF) die Einrichtung und eröffnete eine „Beschützende Werkstätte“ mit Wohnheimen für behinderte Erwachsene mit dem Namen Betreuungszentrum Steinhöring.
In den folgenden Jahren eröffneten eine Sondervolksschule und eine angeschlossene Tagesstätte. 1975 werden die Steinhöringer Werkstätten von der Bundesagentur für Arbeit als „Werkstatt für Behinderte“ (WfbM) anerkannt. Durch mehrmalige Expansionen und Käufe baute sich der Einrichtungsverbund in den folgenden 30 Jahren zu einem der größten Einrichtungsverbünden dieser Art in Deutschland aus und beschäftigt über 700 Mitarbeiter in ganz Bayern.
Gleichzeitig ist der Einrichtungsverbund größter Arbeitgeber in Steinhöring und bestimmt das kulturelle und gesellschaftliche Leben in Steinhöring und den anderen Standortgemeinden mit.

## Standorte

### Steinhöring
Das Hauptgelände des Einrichtungsverbunds in Steinhöring umfasst eine Gesamtfläche von etwa 64.000 m². Auf dem Gelände befinden sich unter anderem ein Verwaltungsgebäude, eine Werkstatt, eine Schule mit Kindergarten, eine Turnhalle, ein Schwimmbad mit einem hubfähigen 7,5 × 15-Meter-Becken, ein Mehrzweckraum, eine Bowling-Bahn mit Freizeiträumen, ein Pflegeheim, ein Café, eine Gärtnerei, eine Reithalle, ein Fußballfeld und Tennisplatz sowie ein See mit Parkanlagen. Das Gelände wird nördlich begrenzt durch die Bundesstraße 304, südlich durch den Fluss Ebrach, westlich durch landwirtschaftliche Nutzfläche und östlich durch ein Wohngebiet.

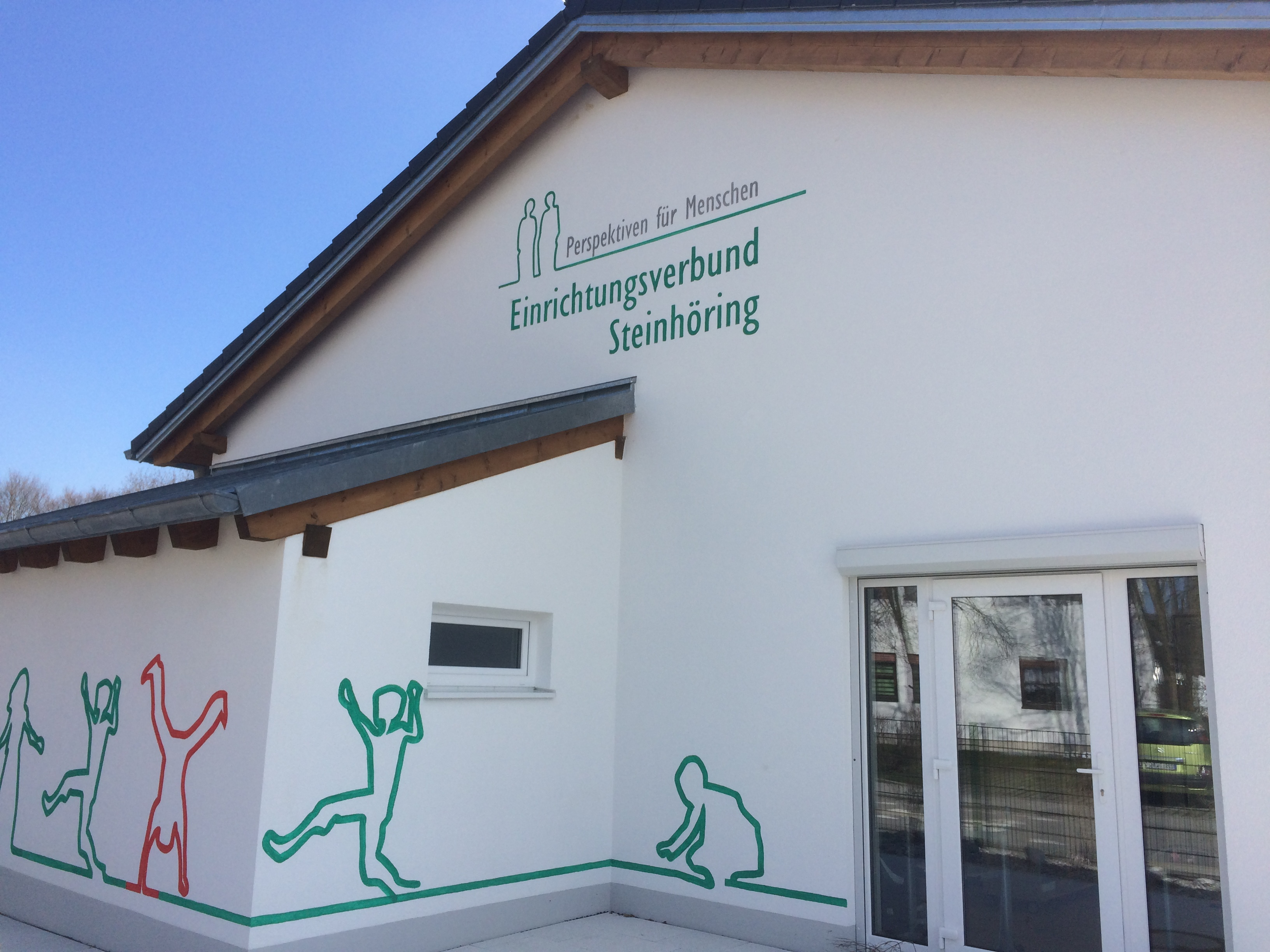
Kindergarten St. Gallus im Prälat-Popp-Weg mit Logo des Einrichtungsverbunds

Bis Herbst 2015 beherbergte das Gelände zum wiederholten Mal einen provisorischen Bau des Katholischen Kindergartens St. Gallus.
Nördlich der Bundesstraße 304, im Prälat-Popp-Weg befindet sich ebenfalls der katholische Kindergarten St. Gallus. Er wurde von 2003 bis 2004 umgebaut und von 2014 bis Herbst 2015 neu errichtet.

### Fendsbach
Der Standort in Fendsbach umfasst eine Fläche von etwa 75.000 m² und liegt an der Staatsstraße 2331 zwischen Hohenlinden und Erding. Auf dem Gelände befinden sich unter anderem eine Wohneinrichtung, eine Werkstatt, eine Gärtnerei sowie eine Einrichtung zur Reittherapie. Das Gelände liegt in der Nähe der Autobahnausfahrt Pastetten der A94.

### Ebersberg
Der Standort in Ebersberg befindet sich zentral gelegen zwischen Bahnhof und Stadtzentrum. Im Gebäude befinden sich der Imbiss Speisekammer sowie eine Werkstatt.

### Erding
In Erding befindet sich unweit des Stadtzentrums die St. Nikolaus-Schule Erding. Sie bietet eine schulvorbereitende Einrichtung für Kinder im Alter von 3 bis 6 Jahren, eine Grundschulstufe, eine Mittelschulstufe sowie eine Berufsschulstufe.

### Eglharting
Das Gelände in Eglharting umfasst eine Fläche von etwa 8.000 m² und beherbergt eine Werkstatt und eine Wohneinrichtung.